# Férfi 800 méteres síkfutás a 2020. évi nyári olimpiai játékokon
A 2020. évi nyári olimpiai játékokon az atlétika férfi 800 méteres síkfutás versenyszámát 2021. július 31–augusztus 4. között rendezték a tokiói olimpiai stadionban. Az aranyérmet a kenyai Emmanuel Korir nyerte 1:45,06-os idővel.

## Rekordok
A versenyt megelőzően a következő rekordok voltak érvényben:
| Világrekord     | David Rudisha (KEN) | 1:40,91 | London, Egyesült Királyság | 2012. augusztus 9. |
| Olimpiai rekord | David Rudisha (KEN) | 1:40,91 | London, Egyesült Királyság | 2012. augusztus 9. |

## Eredmények
Az időeredmények perc:másodpercben értendők. A rövidítések jelentése a következő:
| - OR: olimpiai rekord - NR: országos rekord - PB: egyéni legjobb eredménye | - SB: 2021-ben az addigi legjobb eredménye - DNS: nem indult a futamon - DNF: nem ért célba |

### Előfutamok
Minden előfutam első három helyezettje automatikusan az elődöntőbe jutott. Az összesített eredmények alapján további hat futó került az elődöntőbe.
1. előfutam
| H  | Pálya | Név                | Nemzet                 | E       | Mj    |
| -- | ----- | ------------------ | ---------------------- | ------- | ----- |
| 1. | 4     | Ferguson Rotich    | Kenya (KEN)            | 1:43,75 | Q     |
| 2. | 7     | Peter Bol          | Ausztrália (AUS)       | 1:44,13 | Q, AR |
| 3. | 1     | Elliot Giles       | Nagy-Britannia (GBR)   | 1:44,49 | Q     |
| 4. | 2     | Abdelati El Guesse | Marokkó (MAR)          | 1:44,84 | q, PB |
| 5. | 5     | Isaiah Jewett      | Egyesült Államok (USA) | 1:45,07 | q     |
| 6. | 8     | Tony van Diepen    | Hollandia (NED)        | 1:46,03 |       |
| 7. | 3     | Pol Moya           | Andorra (AND)          | 1:47,44 | SB    |
| 8. | 6     | Musa Hajdari       | Koszovó (KOS)          | 1:48,96 |       |

2. előfutam
| H  | Pálya | Név                      | Nemzet                          | E       | Mj |
| -- | ----- | ------------------------ | ------------------------------- | ------- | -- |
| 1. | 4     | Marco Arop               | Kanada (CAN)                    | 1:45,26 | Q  |
| 2. | 3     | Amel Tuka                | Bosznia-Hercegovina (BIH)       | 1:45,48 | Q  |
| 3. | 2     | Gabriel Tual             | Franciaország (FRA)             | 1:45,63 | Q  |
| 4. | 1     | Pablo Sánchez-Valladares | Spanyolország (ESP)             | 1:46,06 |    |
| 5. | 7     | Andreas Kramer           | Svédország (SWE)                | 1:46,44 |    |
| 6. | 6     | Oliver Dustin            | Nagy-Britannia (GBR)            | 1:46,94 |    |
| 7. | 8     | Alex Beddoes             | Cook-szigetek (COK)             | 1:47,26 | NR |
| 8. | 5     | Francky Mbotto           | Közép-afrikai Köztársaság (CAF) | 1:48,26 | NR |

3. előfutam
| H  | Pálya | Név               | Nemzet                            | E       | Mj            |
| -- | ----- | ----------------- | --------------------------------- | ------- | ------------- |
| 1. | 1     | Clayton Murphy    | Egyesült Államok (USA)            | 1:45,53 | Q             |
| 2. | 6     | Daniel Rowden     | Nagy-Britannia (GBR)              | 1:45,73 | (,723), Q     |
| 3. | 2     | Abdessalem Ayouni | Tunézia (TUN)                     | 1:45,73 | (,728), Q, SB |
| 4. | 8     | Charlie Hunter    | Ausztrália (AUS)                  | 1:45,91 | q             |
| 5. | 4     | Saúl Ordóñez      | Spanyolország (ESP)               | 1:45,98 |               |
| 6. | 7     | Brandon McBride   | Kanada (CAN)                      | 1:46,32 |               |
| 7. | 3     | Melese Nberet     | Etiópia (ETH)                     | 1:47,80 |               |
| 8. | 5     | James Chiengjiek  | Menekültek olimpiai csapata (EOR) | 2:02,04 |               |

4. előfutam
| H  | Pálya | Név                   | Nemzet              | E       | Mj |
| -- | ----- | --------------------- | ------------------- | ------- | -- |
| 1. | 8     | Nijel Amos            | Botswana (BOT)      | 1:45,04 | Q  |
| 2. | 6     | Michael Saruni        | Kenya (KEN)         | 1:45,21 | Q  |
| 3. | 7     | Adrián Ben            | Spanyolország (ESP) | 1:45,30 | Q  |
| 4. | 5     | Jeff Riseley          | Ausztrália (AUS)    | 1:45,41 | q  |
| 5. | 2     | Oussama Nabil         | Marokkó (MAR)       | 1:45,64 | q  |
| 6. | 1     | Pierre-Ambroise Bosse | Franciaország (FRA) | 1:45,97 | q  |
| 7. | 3     | Ryan Sánchez          | Puerto Rico (PUR)   | 1:47,07 |    |
| 8. | 4     | Thiago André          | Brazília (BRA)      | 1:47,75 |    |

5. előfutam
| H  | Pálya | Név                 | Nemzet                   | E       | Mj |
| -- | ----- | ------------------- | ------------------------ | ------- | -- |
| 1. | 1     | Jesús Tonatiú López | Mexikó (MEX)             | 1:46,14 | Q  |
| 2. | 5     | Eliott Crestan      | Belgium (BEL)            | 1:46,19 | Q  |
| 3. | 7     | Patryk Dobek        | Lengyelország (POL)      | 1:46,59 | Q  |
| 4. | 3     | Mark English        | Írország (IRL)           | 1:46,75 |    |
| 5. | 4     | Benjamin Robert     | Franciaország (FRA)      | 1:47,12 |    |
| 6. | 6     | Eric Nzikwinkunda   | Burundi (BDI)            | 1:47,97 |    |
| 7. | 2     | Andrés Arroyo       | Puerto Rico (PUR)        | 1:53,09 |    |
| 8. | 8     | Dennick Luke        | Dominikai Közösség (DMA) | 1:54,30 |    |

6. előfutam
| H  | Pálya | Név                     | Nemzet                 | E       | Mj  |
| -- | ----- | ----------------------- | ---------------------- | ------- | --- |
| 1. | 6     | Emmanuel Korir          | Kenya (KEN)            | 1:45,33 | Q   |
| 2. | 3     | Mateusz Borkowski       | Lengyelország (POL)    | 1:45,34 | Q   |
| 3. | 5     | Bryce Hoppel            | Egyesült Államok (USA) | 1:45,64 | Q   |
| 4. | 1     | Mostafa Smaili          | Marokkó (MAR)          | 1:46,05 |     |
| 5. | 8     | Yassine Hethat          | Algéria (ALG)          | 1:46,20 |     |
| 6. | 7     | Abubaker Haydar Abdalla | Katar (QAT)            | 1:47,45 |     |
| 7. | 4     | Wesley Vázquez          | Puerto Rico (PUR)      | 1:49,06 | SB  |
| —  | 2     | Ayanleh Souleiman       | Dzsibuti (DJI)         | —       | DNS |

### Elődöntők
Minden elődöntő első két helyezettje automatikusan az döntőbe jutott. Az összesített eredmények alapján további két futó került az döntőbe.
1. elődöntő
| H  | Pálya | Név                 | Nemzet                 | E       | Mj |
| -- | ----- | ------------------- | ---------------------- | ------- | -- |
| 1. | 3     | Patryk Dobek        | Lengyelország (POL)    | 1:44,60 | Q  |
| 2. | 6     | Emmanuel Korir      | Kenya (KEN)            | 1:44,74 | Q  |
| 3. | 5     | Jesús Tonatiú López | Mexikó (MEX)           | 1:44,77 |    |
| 4. | 9     | Eliott Crestan      | Belgium (BEL)          | 1:44,84 | PB |
| 5. | 4     | Bryce Hoppel        | Egyesült Államok (USA) | 1:44,91 |    |
| 6. | 2     | Abdessalem Ayouni   | Tunézia (TUN)          | 1:44,99 | NR |
| 7. | 7     | Charlie Hunter      | Ausztrália (AUS)       | 1:46,73 |    |
| 8. | 8     | Abdelati El Guesse  | Marokkó (MAR)          | 1:46,85 |    |

2. elődöntő
| H  | Pálya | Név               | Nemzet                 | E       | Mj    |
| -- | ----- | ----------------- | ---------------------- | ------- | ----- |
| 1. | 6     | Peter Bol         | Ausztrália (AUS)       | 1:44,11 | Q, AR |
| 2. | 5     | Clayton Murphy    | Egyesült Államok (USA) | 1:44,18 | Q     |
| 3. | 7     | Gabriel Tual      | Franciaország (FRA)    | 1:44,28 | q, PB |
| 4. | 4     | Adrián Ben        | Spanyolország (ESP)    | 1:44,30 | q     |
| 5. | 8     | Daniel Rowden     | Nagy-Britannia (GBR)   | 1:44,35 | SB    |
| 6. | 9     | Michael Saruni    | Kenya (KEN)            | 1:44,55 | SB    |
| 7. | 3     | Marco Arop        | Kanada (CAN)           | 1:44,90 |       |
| 8. | 2     | Mateusz Borkowski | Lengyelország (POL)    | 1:46,54 |       |

3. elődöntő
| H  | Pálya | Név                   | Nemzet                    | E       | Mj    |
| -- | ----- | --------------------- | ------------------------- | ------- | ----- |
| 1. | 6     | Ferguson Rotich       | Kenya (KEN)               | 1:44,04 | Q     |
| 2. | 8     | Amel Tuka             | Bosznia-Hercegovina (BIH) | 1:44,53 | Q, SB |
| 3. | 4     | Elliot Giles          | Nagy-Britannia (GBR)      | 1:44,74 |       |
| 4. | 7     | Oussama Nabil         | Marokkó (MAR)             | 1:46,42 |       |
| 5. | 2     | Jeff Riseley          | Ausztrália (AUS)          | 1:47,17 |       |
| 6. | 9     | Pierre-Ambroise Bosse | Franciaország (FRA)       | 1:48,62 |       |
| 7. | 5     | Isaiah Jewett         | Egyesült Államok (USA)    | 2:38,12 |       |
| 8. | 3     | Nijel Amos            | Botswana (BOT)            | 2:38,49 | qR    |

### Döntő
| H     | Pálya | Név             | Nemzet                    | E       | Mj |
| ----- | ----- | --------------- | ------------------------- | ------- | -- |
| Arany | 4     | Emmanuel Korir  | Kenya (KEN)               | 1:45,06 |    |
| Ezüst | 6     | Ferguson Rotich | Kenya (KEN)               | 1:45,23 |    |
| Bronz | 3     | Patryk Dobek    | Lengyelország (POL)       | 1:45,39 |    |
| 4.    | 8     | Peter Bol       | Ausztrália (AUS)          | 1:45,92 |    |
| 5.    | 7     | Adrián Ben      | Spanyolország (ESP)       | 1:45,96 |    |
| 6.    | 2     | Amel Tuka       | Bosznia-Hercegovina (BIH) | 1:45,98 |    |
| 7.    | 1     | Gabriel Tual    | Franciaország (FRA)       | 1:46,03 |    |
| 8.    | 9     | Nijel Amos      | Botswana (BOT)            | 1:46,41 |    |
| 9.    | 5     | Clayton Murphy  | Egyesült Államok (USA)    | 1:46,53 |    |